# شارلوت أيانا
شارلوت أيانا (بالإنجليزية: Charlotte Ayanna)‏ هي متسابقة ملكة الجمال وممثلة أمريكية، ولدت في 25 سبتمبر 1976 في سان خوان في الولايات المتحدة.

## أعمال

### أفلام
- (2001) كيت و ليوبولد[5]

## وصلات خارجية
- شارلوت أيانا على موقع IMDb (الإنجليزية)
- شارلوت أيانا على موقع ألو سيني (الفرنسية)
- شارلوت أيانا على موقع أول موفي (الإنجليزية)
- شارلوت أيانا على موقع قاعدة بيانات الأفلام السويدية (السويدية)
- شارلوت أيانا على موقع إن إن دي بي (الإنجليزية)
- شارلوت أيانا على موقع قاعدة بيانات الفيلم (الإنجليزية)
- شارلوت أيانا على موقع كينوبويسك (الروسية)